# Elizabeth Haffenden
Elizabeth Haffenden (Surrey, 18 de abril de 1906 — Londres, 29 de maio de 1976) foi uma figurinista britânica. Venceu o Oscar de melhor figurino na edição de 1960 pelo filme Ben-Hur e na edição de 1967 por A Man for All Seasons.

## Filmografia selecionada

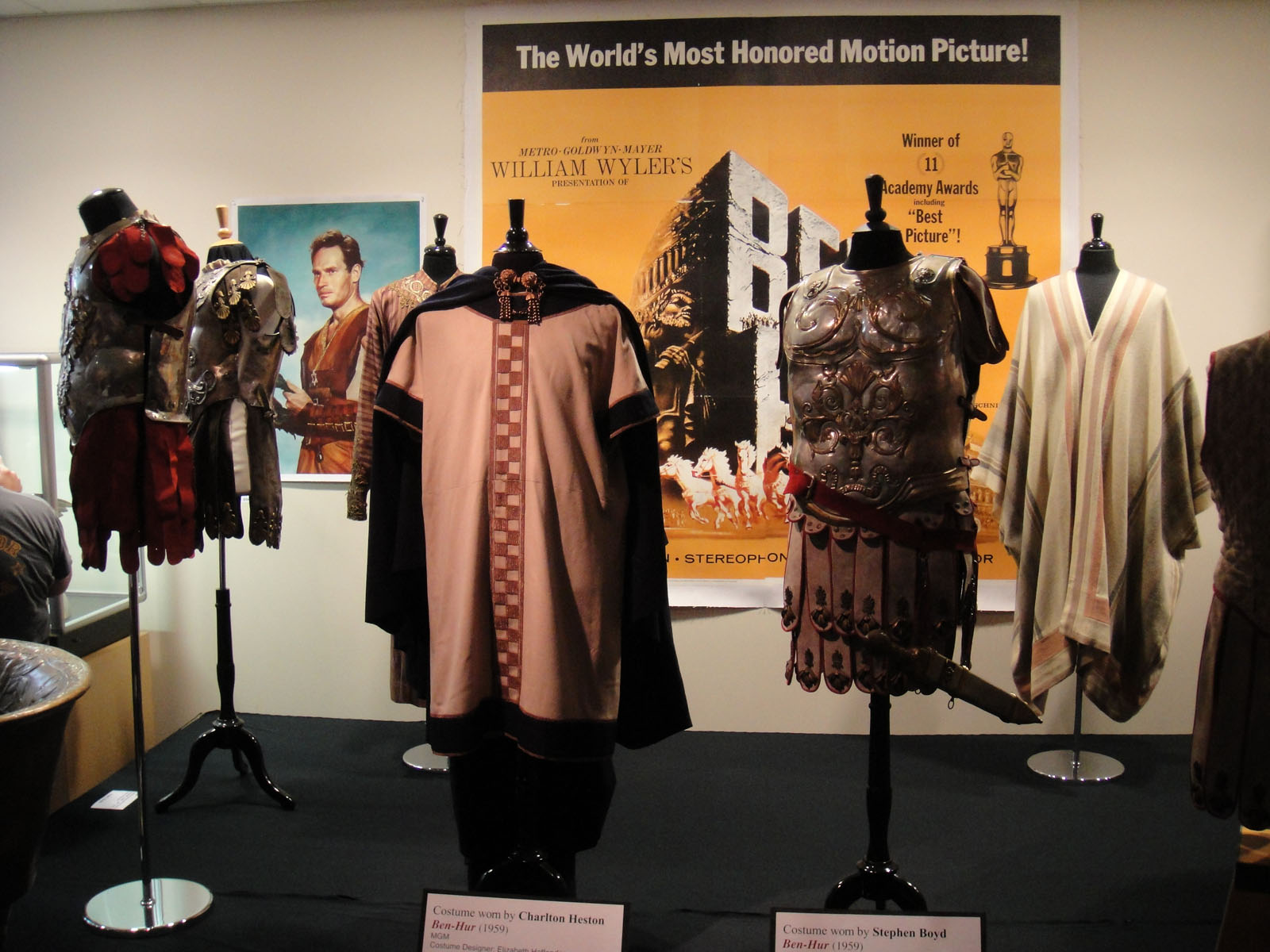
Costumes from Ben-Hur (1959)

- The Last Waltz (1936)
- The Young Mr. Pitt (1942)
- The Man in Grey (1943)
- Fanny by Gaslight (1944)
- Give Us the Moon (1944)
- Two Thousand Women (1944)
- Love Story (1944)
- Madonna of the Seven Moons (1945)
- A Place of One's Own (1945)
- I'll Be Your Sweetheart (1945)
- Caravan (1946)
- Bedelia (1946)
- The Magic Bow (1946)
- The Man Within (1947)
- Jassy (1947)
- Uncle Silas (1947)
- The First Gentleman (1948)
- The Bad Lord Byron (1949)
- Christopher Columbus (1949)
- Call of the Blood (1949)
- The Spider and the Fly (1949)
- Ben-Hur (1959)
- The Sundowners (1960)
- A Man for All Seasons (1966)
- Chitty Chitty Bang Bang (1968)
- Fiddler on the Roof (1971)